# Kuilappalayam
Kuilappalayam (tamoul : குயிலாப்பாளையம்) est un village situé dans l'État du Tamil Nadu en Inde, dans le district de Viluppuram. Il est sur la route d'Auroville, à 6 km de celle-ci, et à 8 km de Pondichéry. Au milieu du mois de janvier s'y déroule la fête du Pongal qui se couronne par une course de chars à bœufs pouvant accueillir jusqu'à 50 participants. Durant les trois jours de festivités, le temple de Ankalamman est entouré de divers stands, activités comprenant notamment de la musique et de la danse.